# Nimravus
Nimravus — викопний рід котовидих ссавців з родини німравідів. Був ендеміком Північної Америки в епоху олігоцену 33,3—26,3 млн років тому та існував приблизно 7 мільйонів років. Скам'янілості були виявлені на заході США від Орегону до південної Каліфорнії та Небраски.

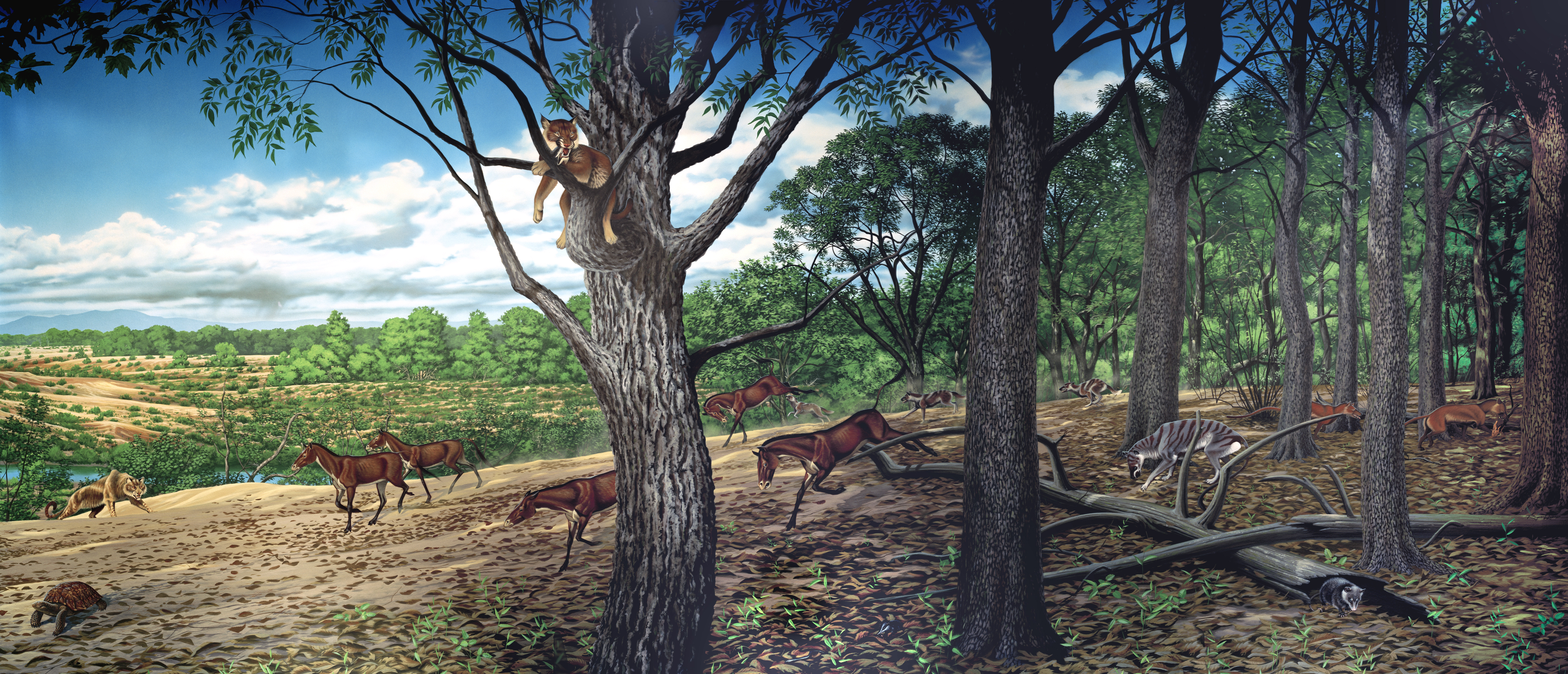
Художня реставрація Nimravus (крайній ліворуч) та інших тварин з формації Turtle Cove

Довжина тіла Nimravus була приблизно 1,2 метра. Своїм гладким тілом він, можливо, нагадував сучасного каракала, хоча мав довшу спину і більш собачі лапи з частково втягнутими кігтями. Ймовірно, він полював на птахів і дрібних ссавців, влаштовуючи на них засідку.
Череп Nimravus, знайдений в Північній Америці, був пробитий в області чола, отвір точно відповідав розмірам шаблеподібного ікла Eusmilus. Ця особа Nimravus, очевидно, пережила цю зустріч, оскільки рана мала ознаки загоєння. Інша скам'яніла рештка Nimravus з Небраски була описана в 1959 році палеонтологом Лореном Тухі й містить череп Nimravus з шабельними зубами, вбудованими в плечову кістку іншого Nimravus, що вказує на смертельний результат внутрішньовидового бою.